# Acianthera bidentula
Acianthera bidentula  es una especie de orquídea.  Es originaria de Brasil donde se encuentra en la mata atlántica en los estados de Espírito Santo, Río de Janeiro, Paraná y Santa Catarina.

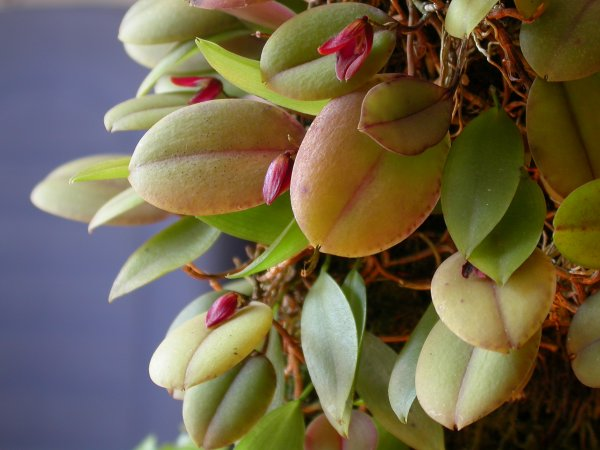
Vista de la planta

## Descripción
Son orquídeas rastreras con robustos tallos cortos. Sus flores son sub orbiculares y gruesos. Flores de color vino o de terciopelo morado, con reborde ancho y verrugoso, de color amarillo, naranja o púrpura. Es vagamente similar a Acianthera saundersiana.

## Taxonomía
Acianthera bidentula fue descrita por (Barb.Rodr.) Pridgeon & M.W.Chase y publicado en Lindleyana 16(4): 242. 2001.
Etimología
Ver: Acianthera
bidentula: epíteto que significa "con dos dientes".
Sinonimia
- Pleurothallis bidentula Barb.Rodr. (1881) (Basionym)
- Pleurothallis vinosa Hoehne & Schltr. (1926)[6][7]